# Leo Planiscig
Leo Planiscig (* 31. August 1887 in Görz, Österreich-Ungarn; † 7. Juli 1952 in Florenz) war ein österreichisch-italienischer Kunsthistoriker.

## Leben
Planiscig stammte aus einer kulturell aufgeschlossenen Familie. Sein Vater Albert Planiscig, ein hoher k.u.k. Landesbeamter in Görz, war ein gebildeter Mann mit Interesse für Geschichte und Literatur und besaß eine ansehnliche Bibliothek italienischer Klassiker, die der Sohn später erbte. Schon während der Schulzeit veröffentlichte Planiscig zahlreiche Essays in der literarischen Zeitschrift Il Marzocco.
1908 ging er nach Wien und studierte Klassische Archäologie sowie Kunstgeschichte bei Max Dvořák und Julius von Schlosser. Er wurde 1912 mit einer Dissertation Zur Geschichte der venezianischen Skulptur im 14. Jahrhundert promoviert. Auf Empfehlung von Schlosser zog ihn Erzherzog Franz Ferdinand von Österreich-Este als Berater in Kunstfragen heran. Nach der Ermordung des Thronfolgers 1914 wurde dessen Kunstbesitz, die „Estensische Sammlung“, im Kunsthistorischen Museum aufbewahrt und Planiscig als Kustos eingesetzt. Damit begann eine langjährige erfolgreiche Museumsarbeit. Am 1. Juli 1933 wurde Planiscig als Nachfolger von Hermann Julius Hermann zum Direktor der Sammlung für Plastik und Kunstgewerbe ernannt und führte 1935 eine zeitgemäße Neuaufstellung dieser Abteilung durch.
Im Februar 1938 wurde er beschuldigt, an einem illegalen Kunsttransfer von vier Gemälden von Giorgione aus Venedig nach London und der zugehörigen Erstellung einer angeblich falschen Expertise, die er 1933 erstellte, beteiligt zu sein. Um dem gegen ihn eingeleiteten Disziplinarverfahren zu entgehen, kam er diesem zuvor, indem er unter Verzicht auf seine Bezüge mit 1. Mai 1938 den Dienst quittierte.
Im Anschluss übersiedelte er 1938 nach Florenz und widmete sich als Privatgelehrter seinen Forschungen und dem Ausbau seiner Kunstsammlung italienischer Renaissance. Bei einem Bombenangriff am 21. September 1943 wurde sein Haus in der Via Masaccio 183 in Florenz fast vollständig zerstört. Sein Besucher, der befreundete Kunsthistoriker Friedrich Kriegbaum, kam dabei ums Leben, er selbst überlebte den Angriff durch Zufall, doch war seine Gesundheit danach durch das Schockerlebnis beeinträchtigt. Kurz nach dem mühevollen Wiederaufbau seines Hauses starb er an Herzschwäche.
Da in Wien auch nach dem Krieg dieselben Personen im Amt blieben, die ihn 1938 beschuldigt hatten, konnte Planiscig zeit seines Lebens nie nach Wien zurückkehren. So gelang es erst seiner Witwe, das Rehabilitierungsverfahren zu seinen Gunsten zu entscheiden.
Planiscig war ein exzellenter Kenner italienischer Plastik der frühen Neuzeit; insbesondere die Kleinbronzen des Quattrocento standen im Mittelpunkt seiner wissenschaftlichen Tätigkeit. Unter seinen Publikationen ragt, neben einigen Katalogwerken, eine Reihe von Monografien der bedeutendsten italienischen Bildhauer der Renaissance heraus.

## Veröffentlichungen (Auswahl)
- Denkmale der Kunst in den südlichen Kriegsgebieten. Wien 1915.
- Geschichte der Venezianischen Skulptur im XIV. Jahrhundert. Wien 1916.
- Die Estensische Kunstsammlung. Wien 1919.
- Handzeichnungen Alter Meister aus der Sammlung Dr. Benno Geiger (zusammen mit Voss), Zürich 1920.
- Venezianische Bildhauer der Renaissance. Wien 1921.
- La pala di San Girolamo già a S. Stefano in Venezia opera die Antonio Vivarini. Mailand/Rom 1923.
- Collezione Camillo Castiglioni: Catalogo dei Bronzi. Wien 1923.
- Die Bronzeplastiken / Statuetten, Reliefs, Geräte und Plaketten. Katalog mit den Abbildungen sämtlicher Stücke. Wien 1924.
- Die italienische Bronzestatuette der Renaissance. Wien 1925.
- Das Grabdenkmal des Orsato Giustiniani. Wien 1926.
- Andrea Riccio. Wien 1927.
- Jacopo und Gentile Bellini. Wien 1928.
- Toskanische Plastiken des Quattrocento (unbekannte Werke Francesco di Giorgios und Andrea de Verrocchios). Wien 1929.
- Die Sammlung Dr. Albert Figdor. Erster Teil (zusammen mit anderen Autoren), Wien 1930.
- Piccoli Bronzi Italiani del Rinascimento. Mailand, 1930.
- Zwei Beiträge zu Pisanello. Wien 1933.
- Kunsthistorisches Museum Wien. Katalog der Sammlungen für Plastik und Kunstgewerbe. Wien 1935.
- Donatello. Wien 1939.
- Luca della Robbia. Wien 1940.
- Lorenzo Ghiberti. Wien, 1940.
- Andrea del Verrocchio. Wien 1940.
- Bernardo und Antonio Rosselino. Wien 1942.
- Desiderio da Settignano. Wien 1942.
- Nanni di Banco. Florenz 1946.